# DSV (компания)
DSV A/S — датская транспортная компания, один из крупнейших в мире провайдеров логистики. Штаб-квартира расположена в Хедехусене (пригород Копенгагена).

## История
Компания DSV (дат. De Sammensluttede Vognmænd) была основана в 1976 году. Позже был поглощён целый ряд транспортных и логистических компаний: Borup Autotransport A/S и Hammerbro A/S в 1989 году, Samson Transport Co. A/S в 1997 году, Svex Group AB в 1999 году, DFDS Dan Transport Group в 2000 году, J.H. Bachmann в 2005 году, Frans Maas в 2006 году. В 2008 году за 750 млн евро была куплена компания ABX Logistic.
В начале 2016 года было завершено приобретение американской компании UTi Worldwide Inc. В 2019 году была поглощена швейцарская компания Panalpina, основанная в 1935 году. По состоянию на 2020 год DSV Panalpina была пятой крупнейшей логистической компанией в мире, выручка за год составила 116 млрд крон ($19 млрд).
В 2021 году у кувейтский логистической компании Agility Logistics за 4,2 млрд долларов было куплено подразделение Global Integrated Logistics. В сентябре 2024 года было достигнуто соглашение о покупке логистической компании Schenker у немецкого железнодорожного оператора Deutsche Bahn; сделка стоимостью 14,3 млрд евро была завершена 30 апреля 2025 года и сделала DSV крупнейшим в мире провайдером логистики.

## Деятельность
Компания DSV предоставляет услуги транспортной экспедиции, включая доставку на склады и со складов, хранение на складах, консолидацию грузов, доставку к транспортным узлам, таможенное оформление и страхование. Непосредственно транспортировку грузов осуществляют сторонние операторы воздушного, морского, автомобильного и железнодорожного транспорта.
Подразделения компании по состоянию на 2024 год:
- воздушный транспорт — 29 % выручки;
- морской транспорт — 24 % выручки;
- автотранспорт — 15 % выручки;
- логистика — 32 % выручки.

Выручка за 2024 год составила 167,1 млрд датских крон ($25,1 млрд), её распределение по регионам: Америка — 59 %, Азиатско-Тихоокеанский регион — 23 %, Европа, Ближний Восток и Африка — 18 %. Крупнейшими рынками были США (28,2 млрд крон), Дания (14,5 млрд крон), Германия (13,6 млрд крон), Великобритания (6,8 млрд крон), Швеция (6,6 млрд крон).
В списке крупнейших публичных компаний мира Forbes Global 2000 за 2024 год DSV заняла 509-е место.